# DECstation

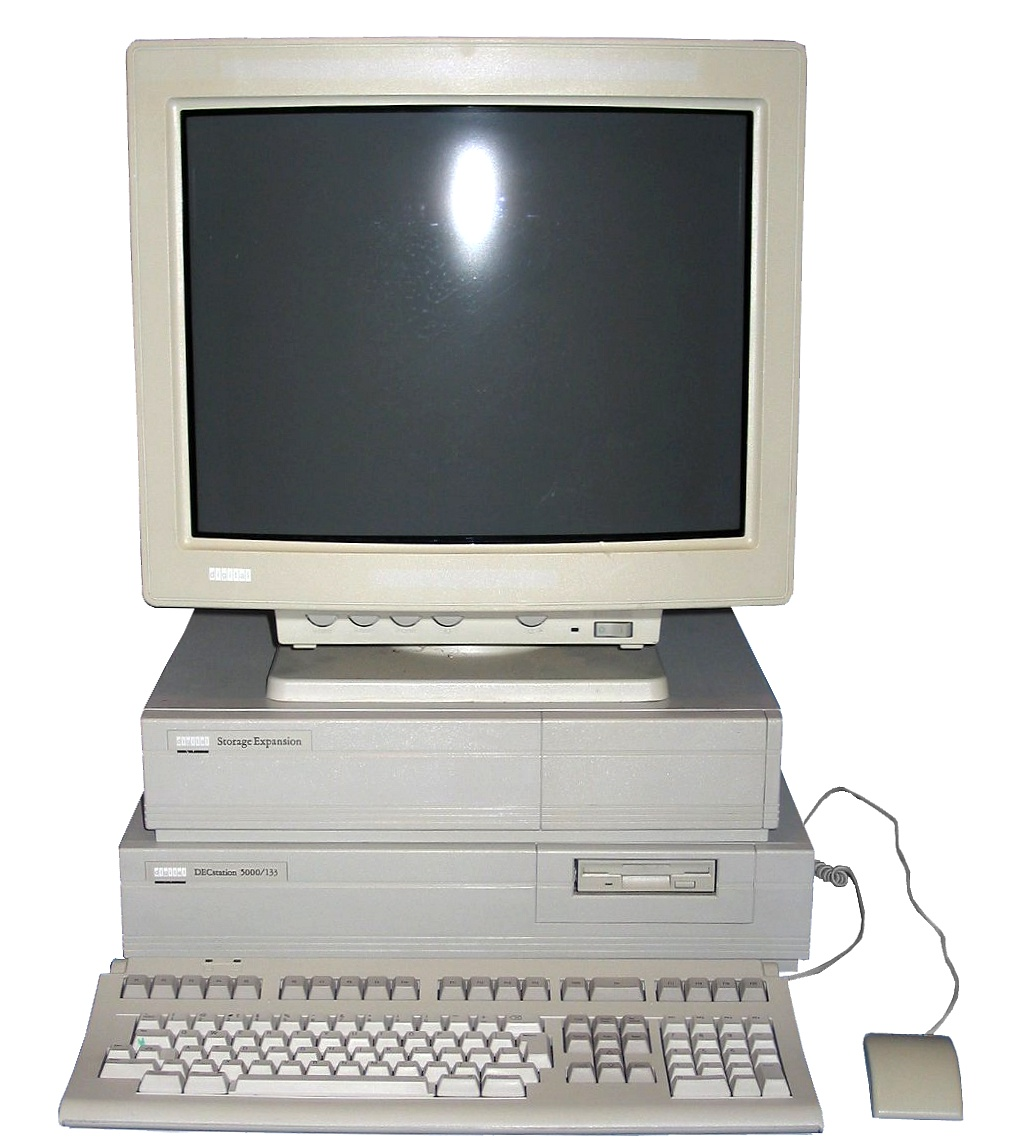
DECstation 5000/133

Er waren drie verschillende series computersystemen van DEC genaamd DECstation. De eerste werd uitgebracht in 1978 als een microcomputer met een PDP-8-compatibele processor. De twee andere, meer bekende series kwamen in 1989 op de markt en omvatten werkstations met MIPS RISC-processors en IBM PC-compatibele computers. De op MIPS gebaseerde werkstations draaiden Ultrix, een door DEC gepatenteerde versie van UNIX, en vroege releases van OSF/1.

## DECstation 78

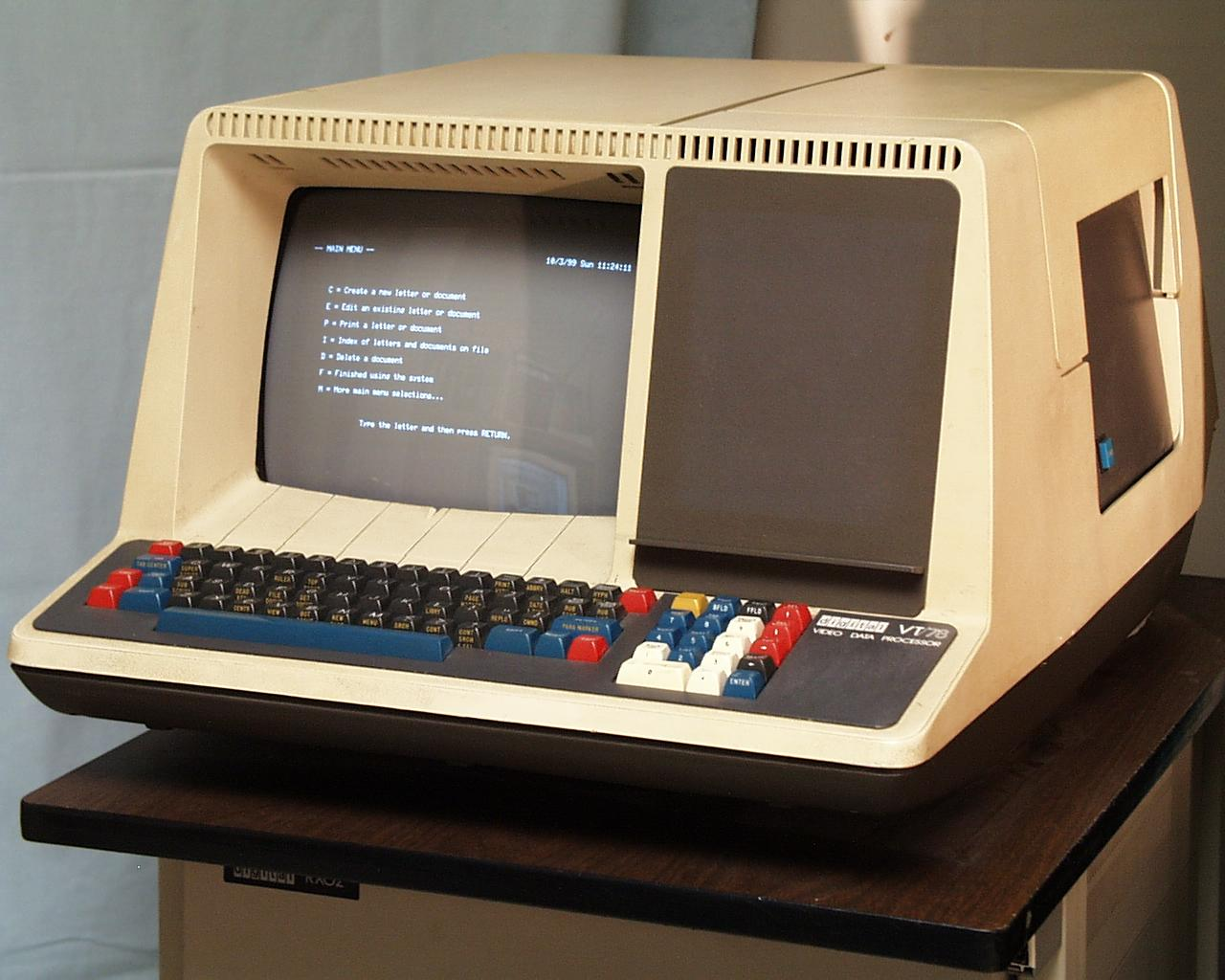
VT78

De eerste lijn van computersystemen die de naam DECstation kregen waren microcomputers gebaseerd op de PDP-8. Deze systemen, die ingebouwd waren in een VT52-terminal, stonden ook bekend als VT78.

## DECstation RISC werkstations

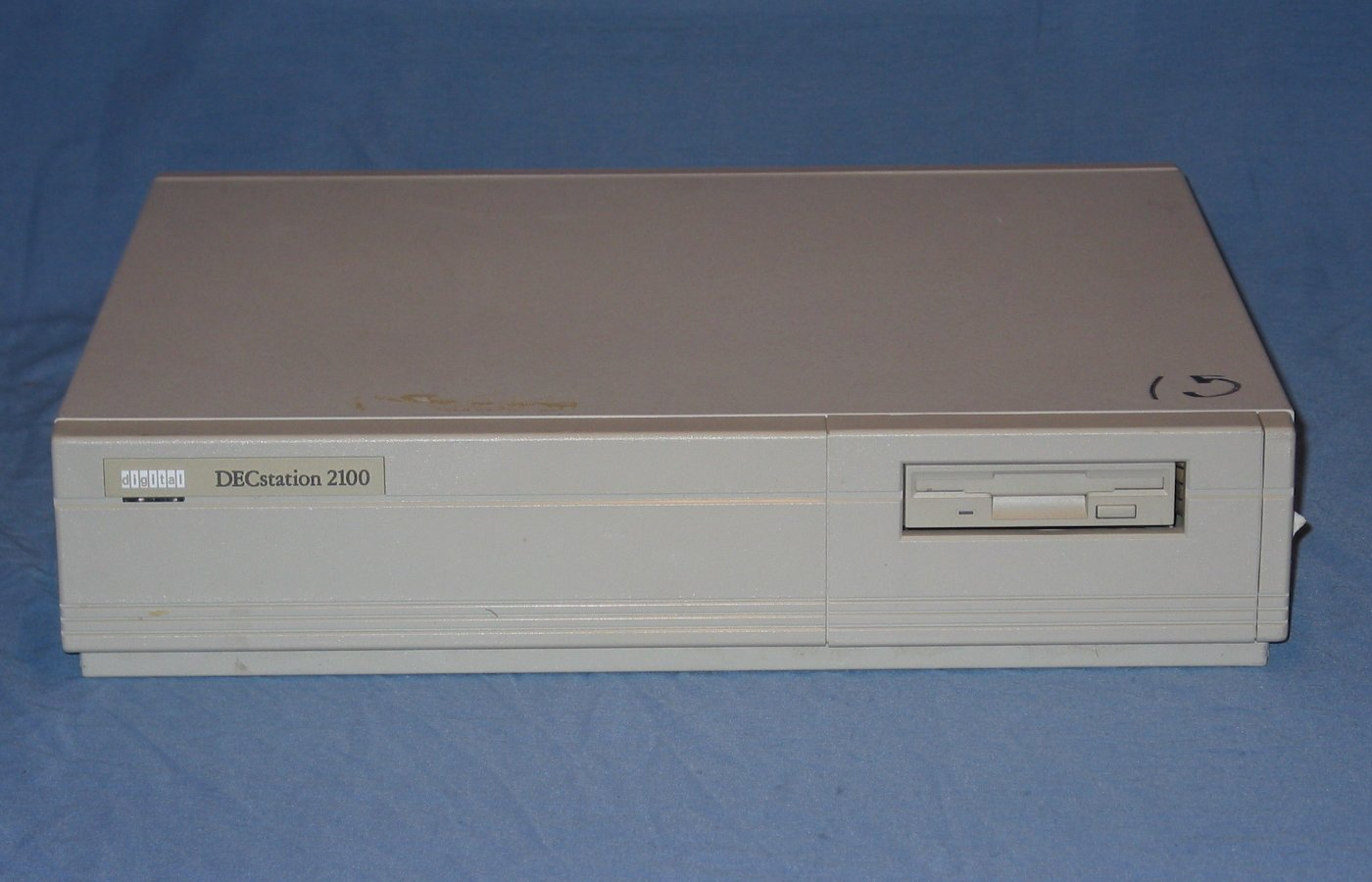
DECstation 2100

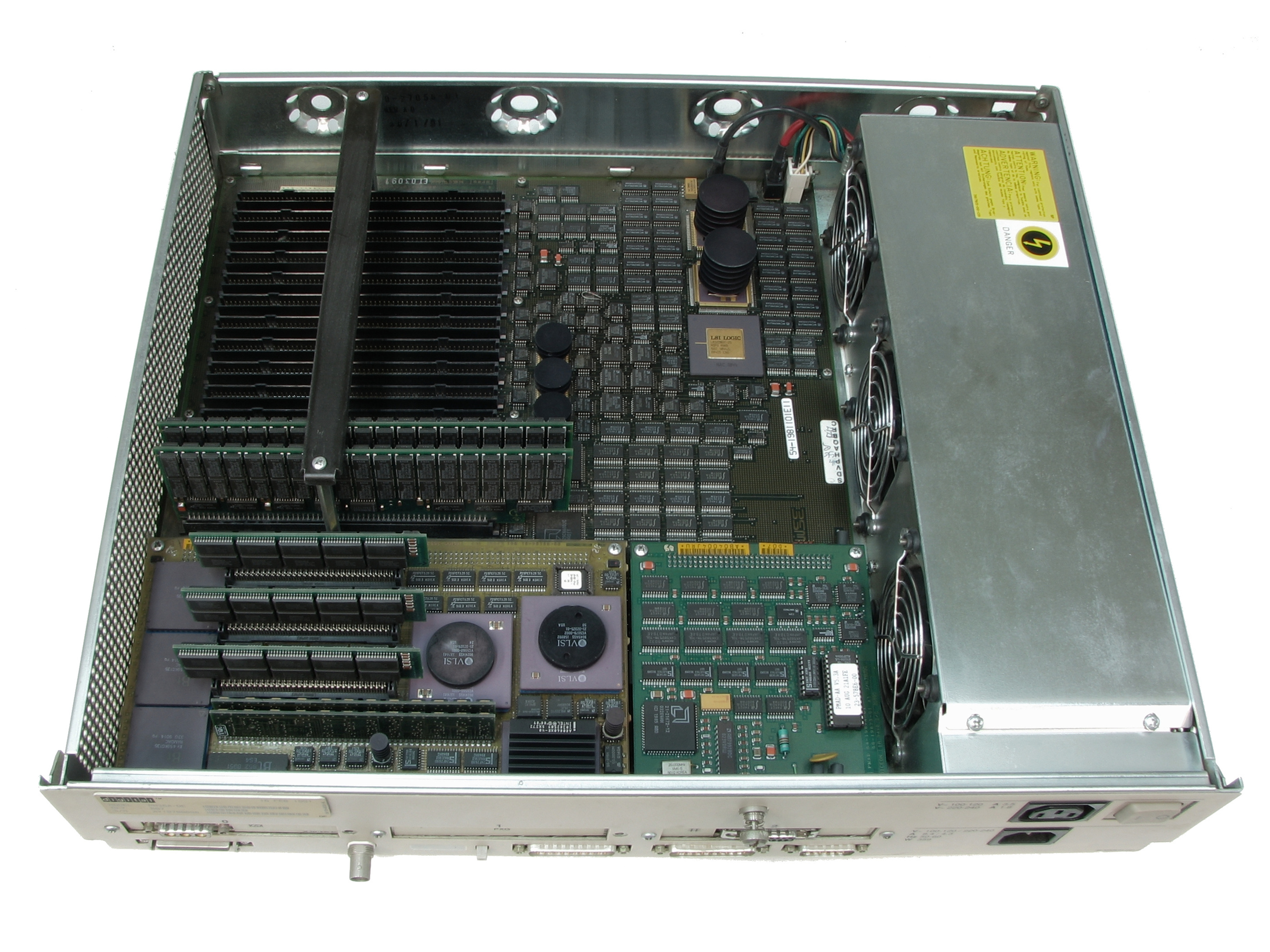
DECstation 5000 Model 200 met geopende behuizing

De tweede (en totaal niet gerelateerde) lijn van DECstations werd geïntroduceerd in januari 1989. Dit waren de eerste commercieel verkrijgbare RISC-gebaseerde machines die door DEC werden gebouwd. Deze lijn van computersystemen is in wezen onderverdeeld in de volgende drie series:
- DECstation 3100 en DECstation 2100
- Personal DECstation 5000-serie
- DECstation 5000 Model 100 en Model 200

In tegenstelling tot de VAX- en de latere DEC Alpha-architecturen, werden deze DECstations specifiek ontworpen en gebouwd om Ultrix, DEC's eigen UNIX-variant, te draaien. Er werd nooit een versie van het VMS-besturingssysteem uitgebracht voor DECstations. Oorspronkelijk plande DEC om OSF/1 in 1992 te introduceren als het nieuwe besturingssysteem voor MIPS-gebaseerde DECstations. In de zomer van 1992 leek DEC echter van strategie te veranderen door Ultrix opnieuw naar voren te schuiven als het belangrijkste besturingssysteem voor deze modellen en zich met OSF/1 te focussen op de aanstaande Alpha-gebaseerde systemen.
Het feit dat de MIPS-architectuur niet zelf door DEC ontwikkeld was, zorgde voor interne discussies. Toen de belangrijkste voorstanders later het bedrijf verlieten, werd de op MIPS gebaseerde lijn van werkstations in 1994 uiteindelijk stopgezet ten gunste van de op Alpha gebaseerde computers, een architectuur die wel zelf door DEC uitgevonden was.
Naast Ultrix waren er ook vroege versies van OSF/1 en het Windows NT-besturingssysteem met ondersteuning voor de MIPS-gebaseerde DECstations. Meer recent zijn verschillende gratis besturingssystemen zoals NetBSD en Linux geporteerd naar de MIPS-gebaseerde DECstations, waardoor hun bruikbare levensduur werd verlengd door een modern besturingssysteem te bieden.

## DECstation pc's
Verwarrend genoeg kondigde DEC gelijktijdig met de lancering van de DECstation-werkstations ook een reeks DECstation-pc's aan. Dit waren IBM PC-compatibele computers met Intel x86-processors die MS-DOS draaiden. Deze pc's werden geïdentificeerd door driecijferige modelnummers: de DECstation 2xx, 3xx en 4xx-series met respectievelijk de Intel 80286-, 80386- en 80486-processors. DECstation-pc's werden niet door DEC zelf gebouwd, maar door Tandy Corporation in de Verenigde Staten en Olivetti in Europa. Ten tijde van de introductie bood DEC een inruilprogramma aan voor gebruikers van de Rainbow 100, een eerdere x86-computer van DEC die niet compatibel was met de pc.